# Шатийон-сюр-Шаларон
Шатийон-сюр-Шаларон (фр. Châtillon-sur-Chalaronne) — город и коммуна во французском департаменте Эн, округ Бурк-ан-Брес, административный центр кантона Шатийон-сюр-Шаларон.

## Географическое положение
Шатийон-сюр-Шаларон лежит на берегу реки Шаларон в центральной части исторической местности Домб.

## История
На протяжении нескольких веков город назывался Шатийон-ан-Домб либо Шатийон-ле-Домб, пока не обрёл в XX веке своё нынешнее название.
Здесь в 1617 году святой Викентий де Поль основал первую общину дочерей милосердия.

## Достопримечательности
- Руины Старого замка (построен в 1000 г., разрушен в 1598 году)
- здание рынка XVII века и старинные здания в центре города
- Старый госпиталь постройки 1727 года, сегодня — краеведческий музей
- Церковь святого Андрея

## Города-побратимы
- Вехтерсбах, Германия
- Colceag, Румыния
- Гундам, Мали.

## Знаменитые земляки
- Филибер Коммерсон (1727—1773) — ботаник